# Antigos Paços do Concelho de Terena
Os Antigos Paços do Concelho de Terena, também designados por Câmara Municipal de Terena, Celeiro Comum e por Hospital da Misericórdia, é um edifício histórico situado na vila de Terena, no município do Alandroal, distrito de Évora.
Terena, que foi sede de concelho desde a Idade Média, possuiu certamente um anterior espaço destinado à sede do município, possivelmente no interior do castelo, mas o edifício actual data do século XVIII e fica situado na Rua Direita, junto à Igreja da Misericórdia e ao Pelourinho.
A fachada principal tem escada exterior (com corrimão e balaústre de mármore), com porta encimada pelo Escudo Real Português, também em mármore, do reinado de D. João V e duas janelas de sacada. No piso inferior funcionava o Celeiro Comum, estando o portão datado de 1882.
Uma vez extinto o concelho de Terena (que era composto pelas freguesias de Terena, Santo António de Capelins e Santiago Maior), em 1836, o edifício (exceptuando o Celeiro Comum) foi cedido à irmandade da Santa Casa da Misericórdia de Terena, que nele instalou o seu Hospital. 
No espaço de Celeiro Comum funcionaram, no século XX, a Junta de Freguesia de Terena e o Posto do Registo Civil da Freguesia.
A Misericórdia (proprietária do imóvel) manteve o hospital aberto até à década de 1950, estando desde então o edifício encerrado, à espera de uma digna recuperação.